# 揖斐川町立揖斐川中学校
揖斐川町立揖斐川中学校（いびがわちょうりついびがわちゅうがっこう）は、岐阜県揖斐郡揖斐川町和田にある公立中学校。

## 沿革
- 1947年（昭和22年）4月 - 揖斐郡揖斐町に揖斐町立揖斐中学校として開校。校区は揖斐町全域。揖斐小学校を仮校舎とする。生徒数は208名。
- 1951年（昭和26年）
  - 2月25日 - 岐阜県立揖斐高等学校中部分校（旧・揖斐郡中部青年学校）の敷地内に校舎（木造2階建）が完成。
  - 3月31日 - 岐阜県立揖斐高等学校中部分校が廃校。揖斐中学校は揖斐高等学校中部分校の敷地（現在地）に移転。
- 1952年（昭和27年）9月 - 旧・揖斐郡中部青年学校の物置を改築し、特別教室が完成。
- 1955年（昭和30年）4月1日 - 揖斐町、北方村、大和村、清水村、小島村が合併し、揖斐川町が発足。同時に揖斐川町立揖斐中学校に改称する。
- 1957年（昭和32年）
  - 4月 - 脛永地区が池田町立揖南中学校から揖斐中学校校区に移る。
  - 11月 - 旧・体育館が完成。
- 1959年（昭和34年）4月 - 和田地区が小島中学校校区から揖斐中学校校区に移る。
- 1960年（昭和35年）9月 - 揖斐川町の校区変更により、小島中学校を統合し、同時に揖斐川町立揖斐川中学校に改称する。校区は揖斐地区（揖斐中学校校区）、小島地区（旧・小島中学校校区）と清水地区（組合立揖東中学校校区のうち清水地区）となるが、教室不足のため、旧・小島中学校を小島教室とし、清水地区は組合立揖東中学校に通学する。
- 1961年（昭和36年）
  - 2月 - 校舎（鉄筋コンクリート造2階建）が完成。
  - 4月 - 新校区としての開校式を行う。全生徒を収容し、小島教室を廃止。
- 1962年（昭和37年）9月 - 運動場拡張工事
- 1968年（昭和43年）7月 - プール竣工
- 1975年（昭和50年）
  - 2月 - 新校舎（第1期工事）竣工（普通教室9、職員室、校長室、校務員室）
  - 11月 - 運動場夜間照明施設設置（照明塔　6基）
  - 12月 - 新校舎鉄筋四階建改築工事完了（普通教室13、特別教室9、管理室2）
- 1980年（昭和55年）11月 - 文部省指定生徒指導研究発表
- 1983年（昭和58年）3月 - 「友愛」の碑寄贈
- 1985年（昭和60年）2月 - 鉄筋二階建体育館竣工
- 1989年（平成元年）
  - 7月 - 北舎全面改装工事
  - 10月 - 岐阜県道徳教育推進地区指定研究発表
- 1992年（平成4年）5月 - 特殊学級開設
- 1993年（平成5年）5月 - プール全面改築竣工
- 1993年（平成5年）12月 - 男子生徒に対する頭髪の規定を改正（丸刈り廃止）
- 1998年（平成10年）3月 - 南舎大規模改造
- 2004年（平成16年） - 岐阜県立揖斐高等学校と連携型中高一貫教育を開始する。
- 2011年（平成23年）4月 - 新北舎竣工
- 2014年（平成26年）4月1日 - 揖斐川町立春日中学校を統合

## 所在地
- 岐阜県揖斐郡揖斐川町和田412

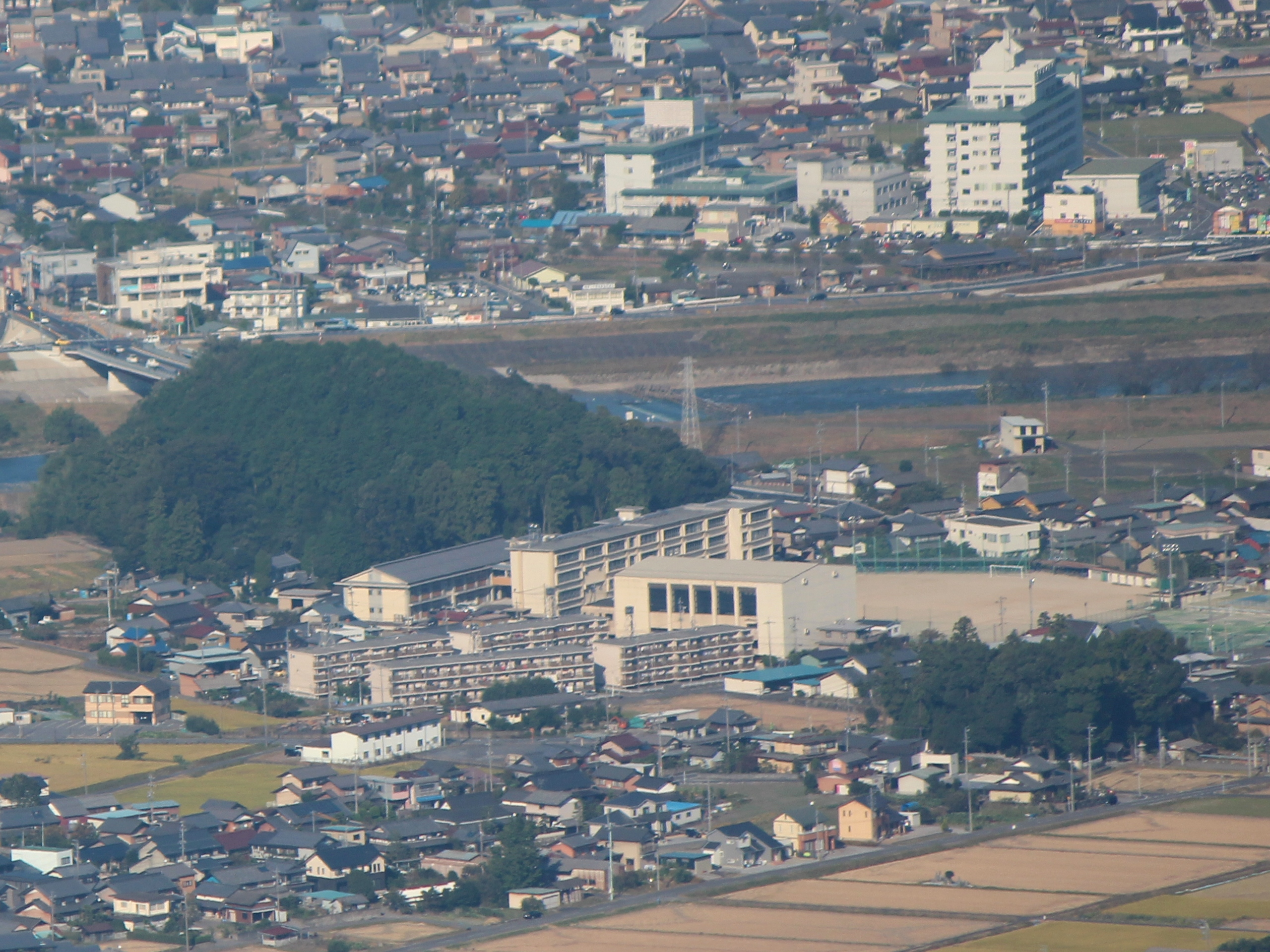
池田山から望む揖斐川町立揖斐川中学校、左奥に揖斐川に架かる国道417号の岡島橋

## 通学区域
- 三輪
- 大光寺
- 小谷
- 小野
- 志津山
- 上ミ野
- 下岡島
- 上岡島
- 長良
- 清水
- 島
- 福島
- 上東野
- 小島
- 和田
- 岡
- 新宮
- 黒田
- 市場
- 白樫
- 上野
- 瑞岩寺
- 脛永
- 春日六合
- 春日香六
- 春日小宮神
- 春日川合
- 春日中山
- 春日美束
- 極楽寺

## 進学前小学校
- 揖斐小学校
- 清水小学校
- 小島小学校
- 春日小学校
- 養基小学校　※脛永のみ

## 最寄駅
- 養老鉄道養老線「揖斐駅」より徒歩約20分。